# وندی ترنبول
وندی ترنبول (انگلیسی: Wendy Turnbull؛ زاده ۲۶ نوامبر ۱۹۵۲) یک تنیس‌باز اهل استرالیا است.